# Saint-Paul-en-Pareds
Saint-Paul-en-Pareds és un municipi francès situat al departament de Vendée i a la regió de País del Loira. L'any 2007 tenia 1.123 habitants.

## Demografia

### Població
El 2007 la població de fet de Saint-Paul-en-Pareds era de 1.123 persones. Hi havia 402 famílies de les quals 68 eren unipersonals (38 homes vivint sols i 30 dones vivint soles), 110 parelles sense fills, 203 parelles amb fills i 21 famílies monoparentals amb fills.
La població ha evolucionat segons el següent gràfic:
Habitants censats

### Habitatges
El 2007 hi havia 442 habitatges, 408 eren l'habitatge principal de la família, 19 eren segones residències i 15 estaven desocupats. 421 eren cases i 19 eren apartaments. Dels 408 habitatges principals, 325 estaven ocupats pels seus propietaris, 76 estaven llogats i ocupats pels llogaters i 7 estaven cedits a títol gratuït; 16 tenien dues cambres, 45 en tenien tres, 97 en tenien quatre i 249 en tenien cinc o més. 357 habitatges disposaven pel capbaix d'una plaça de pàrquing. A 119 habitatges hi havia un automòbil i a 271 n'hi havia dos o més.

### Piràmide de població
La piràmide de població per edats i sexe el 2009 era:
| Homes | Edats   | Dones |
| ----- | ------- | ----- |
| 0     | 95 o +  | 0     |
| 0     | 90 a 94 | 4     |
| 0     | 85 a 89 | 4     |
| 8     | 80 a 84 | 0     |
| 4     | 75 a 79 | 8     |
| 12    | 70 a 74 | 16    |
| 12    | 65 a 69 | 8     |
| 16    | 60 a 64 | 20    |
| 4     | 55 a 59 | 12    |
| 40    | 50 a 54 | 36    |
| 68    | 45 a 49 | 32    |
| 28    | 40 a 44 | 48    |
| 24    | 35 a 39 | 16    |
| 48    | 30 a 34 | 44    |
| 40    | 25 a 29 | 32    |
| 44    | 20 a 24 | 40    |
| 48    | 15 a 19 | 52    |
| 16    | 10 a 14 | 20    |
| 28    | 5 a 9   | 16    |
| 20    | 0 a 4   | 40    |

## Economia
El 2007 la població en edat de treballar era de 761 persones, 664 eren actives i 97 eren inactives. De les 664 persones actives 635 estaven ocupades (360 homes i 275 dones) i 28 estaven aturades (7 homes i 21 dones). De les 97 persones inactives 33 estaven jubilades, 37 estaven estudiant i 27 estaven classificades com a «altres inactius».

### Ingressos
El 2009 a Saint-Paul-en-Pareds hi havia 445 unitats fiscals que integraven 1.196,5 persones, la mediana anual d'ingressos fiscals per persona era de 18.074 €.

### Activitats econòmiques
Dels 33 establiments que hi havia el 2007, 4 eren d'empreses alimentàries, 1 d'una empresa de fabricació d'elements pel transport, 1 d'una empresa de fabricació d'altres productes industrials, 8 d'empreses de construcció, 5 d'empreses de comerç i reparació d'automòbils, 2 d'empreses d'hostatgeria i restauració, 2 d'empreses financeres, 4 d'empreses de serveis, 2 d'entitats de l'administració pública i 4 d'empreses classificades com a «altres activitats de serveis».
Dels 15 establiments de servei als particulars que hi havia el 2009, 2 eren tallers de reparació d'automòbils i de material agrícola, 1 paleta, 1 guixaire pintor, 3 fusteries, 2 lampisteries, 1 electricista, 3 perruqueries i 2 restaurants.
L'únic establiment comercial que hi havia el 2009 era una fleca.
L'any 2000 a Saint-Paul-en-Pareds hi havia 31 explotacions agrícoles que ocupaven un total de 840 hectàrees.

## Equipaments sanitaris i escolars
El 2009 hi havia una escola elemental.

## Poblacions més properes
El següent diagrama mostra les poblacions més properes.